# Laage
Laage – miasto w Niemczech, w kraju związkowym Meklemburgia-Pomorze Przednie, w powiecie Rostock, siedziba Związku Gmin Laage. 26 maja 2019 do miasta przyłączono gminę Diekhof, która stała się jego dzielnicą.

## Toponimia
Nazwa, zapisana w dokumentach średniowiecznych jako Lauena (1216), Lawe (1257 i 1291/92), Laue (1306), pochodzi od połabskiego lava, oznaczającego most na rzece. W języku polskim rekonstruowana w formie Ławno.